# Helgdagar i Kroatien

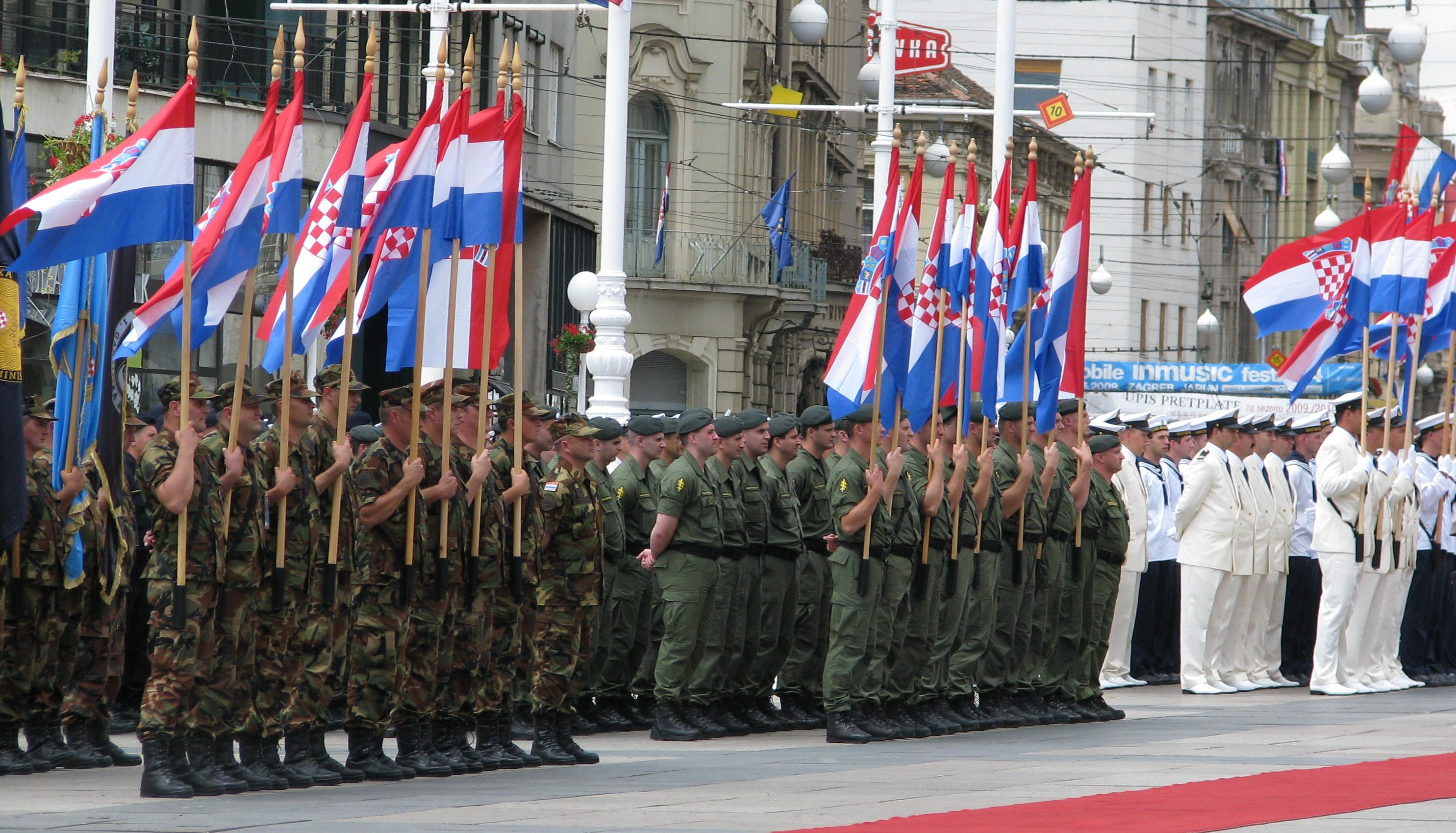
Nationaldagen, en av Kroatiens sekulära helgdagar, firas traditionsenligt med flaggbärare och orkestrar på Ban Jelačićs torg i Zagreb.

Helgdagar i Kroatien är enligt lag fastställda arbetsfria dagar i Kroatien. De allmänna helgdagarna är arbetsfria för att medborgarna skall kunna fira en religiös eller sekulär högtid. Helgdagarna regleras i Lagen om helgdagar, minnesdagar och arbetsfria dagar i Republiken Kroatien (Zakonom o blagdanima, spomendanima i neradnim danima u Republici Hrvatskoj). Den senaste revideringen av helgdagarnas ordning antogs av det kroatiska parlamentet år 2019 och trädde i kraft den 1 januari 2020.
Utöver de fjorton allmänna helgdagarna finns elva officiella minnesdagar. Dessa högtidlighålls på olika sätt men är till skillnad från de allmänna helgdagarna inte arbetsfria.   

## Allmänna helgdagar
Av Kroatiens fjorton allmänna helgdagar är fem sekulära medan övriga är kyrkliga helgdagar med ursprung i kristendomen. De allmänna helgdagarna är arbetsfria.
En överväldigande majoritet av Kroatiens befolkning bekänner sig till den romersk-katolska tron (86,28 % av befolkningen år 2011). Medborgare av annan trosåskådning vars religiösa högtidsdagar infaller på andra datum har enligt lag rätt att vara fria från arbete den dagen. Undantaget omfattar de kristna som firar jul den 7 januari i enlighet med den julianska kalendern, muslimer som firar id al-fitr eller id al-adha och judar som firar rosh hashana och jom kippur.
| Datum            | Namn                                                                                      | Lokalt namn                                                                        | Anmärkning                                                                         |
| ---------------- | ----------------------------------------------------------------------------------------- | ---------------------------------------------------------------------------------- | ---------------------------------------------------------------------------------- |
| 1 januari        | Nyårsdagen                                                                                | Nova Godina                                                                        | Fast datum                                                                         |
| 6 januari        | Trettondedag jul                                                                          | Bogojavljenje eller Sveta tri kralja                                               | Fast datum                                                                         |
| Mars eller april | Påskdagen                                                                                 | Uskrs                                                                              | Rörligt datum, första söndagen efter ecklesiastisk fullmåne efter vårdagjämningen. |
| Mars eller april | Annandag påsk                                                                             | Uskrsni ponedjeljak                                                                | Rörligt datum, måndagen efter påskdagen.                                           |
| 1 maj            | Första maj                                                                                | Međunarodni praznik rada                                                           | Fast datum, sekulär helgdag.                                                       |
| Maj eller juni   | Corpus Christi                                                                            | Tijelovo                                                                           | Rörligt datum, nionde torsdagen efter påskdagen.                                   |
| 30 maj           | Nationaldagen                                                                             | Dan državnosti                                                                     | Fast datum, sekulär helgdag.                                                       |
| 22 juni          | Antifascistiska kampdagen                                                                 | Dan antifašističke borbe                                                           | Fast datum, sekulär helgdag.                                                       |
| 5 augusti        | Seger- och fosterländska tacksägelsedagen och de kroatiska försvararnas dag               | Dan pobjede i domovinske zahvalnosti i Dan hrvatskih branitelja                    | Fast datum, sekulär helgdag.                                                       |
| 15 augusti       | Jungfru Marie himmelsfärd                                                                 | Velika Gospa                                                                       | Fast datum                                                                         |
| 1 november       | Alla helgons dag                                                                          | Dan svih svetih                                                                    | Fast datum                                                                         |
| 18 november      | Minnesdagen för offren i Hemlandskriget och Minnesdagen för offren i Vukovar och Škabrnja | Dan sjećanja na žrtve Domovinskog rata i Dan sjećanja na žrtvu Vukovara i Škabrnje | Fast datum, sekulär helgdag.                                                       |
| 25 december      | Juldagen                                                                                  | Božić                                                                              | Fast datum                                                                         |
| 26 december      | Annandag jul                                                                              | Prvi dan po Božiću, Sveti Stjepan eller Štefanje                                   | Fast datum                                                                         |

## Minnesdagar
I Kroatien finns elva officiella minnesdagar. Dessa är:
- 9 januari: Dagen för Međimurjes förening men moderlandet
- 15 januari: Dagen för Republiken Kroatiens internationella erkännande och Dagen för Podunavljes fredliga återintegrering
- 15 mars: Dagen för grundandet av Nationella skyddet
- 30 april: Dagen för Zrinskis och Frankopans avrättning (se Zrinski-Frankopankonspirationen)
- 9 maj: Europadagen och Segerdagen över fascismen
- lördagen eller söndagen närmast den 15 maj: Minnesdagen för kroatiska offer i kampen för frihet och självständighet
- 25 juni: Självständighetsdagen
- 23 augusti: Europeiska minnesdagen för totalitarismens och auktoritära regimers alla offer
- 30 augusti: Minnesdagen för saknade personer efter Hemlandskriget
- 25 september: Dagen för Beslutet om föreningen av Istrien, Rijeka, Zadar och öar med moderlandet Kroatien
- 8 oktober: Kroatiska parlamentets dag

## Övriga dagar
Utöver de allmänna helgdagarna och officiella minnesdagarna finns dagar och datum som firas eller högtidlighålls lokalt, till exempel karnevalsdagar eller festdagar för städers skyddshelgon. Dessa är inte arbetsfria men kan lokalt ha karaktären av en helgdag. Till sådana dagar räknas bland annat den 3 februari i Dubrovnik (se Sankt Blasius fest) och 7 maj i Split (se Sudamja).  

### Fotnoter
1. 1 2 3 4 5 6  ”Zakon o blagdanima, spomendanima i neradnim danima u Republici Hrvatskoj” (på kroatiska). Narodne novine. https://narodne-novine.nn.hr/clanci/sluzbeni/2019_11_110_2212.html. Läst 30 maj 2020.
2. ↑  ”4. Population by ethnicity and religion” (på engelska). Kroatiska statistiska centralbyrån. Arkiverad från originalet den 14 oktober 2017. https://web.archive.org/web/20171014094207/https://www.dzs.hr/Eng/censuses/census2011/results/htm/E01_01_12/E01_01_12.html. Läst 15 november 2015.